# Harmaclona tephrantha
Harmaclona tephrantha är en fjärilsart som beskrevs av Edward Meyrick 1916. Harmaclona tephrantha ingår i släktet Harmaclona och familjen äkta malar.
Artens utbredningsområde är Sri Lanka. Inga underarter finns listade i Catalogue of Life.